# André Gorz
Gerhart Hirsch (Viena, 9 de febrero de 1923-Vosnon, Champagne-Ardenne (Francia), 22 de septiembre de 2007), más conocido por su pseudónimo André Gorz, fue un filósofo y periodista francés.
De personalidad extremadamente discreta, es autor de un pensamiento que oscila entre filosofía, teoría política y crítica social. Discípulo del existencialismo de Jean-Paul Sartre, tras 1968 se convirtió en unos de los principales teóricos de la ecología política y el altermundialismo. Asimismo, fue cofundador (junto a Jean Daniel) en 1964 de la revista Le Nouvel Observateur, con el seudónimo de Michel Bosquet.

## Biografía
Gorz nació en Viena en el año 1923 con el nombre de Gerhart Hirsch. Su padre Robert era un comerciante judío, y su madre, Maria Starka, una secretaria proveniente de una familia cultivada católica. Sus padres no expresaban un gran sentido de la identidad nacional o religiosa. Por la época en que vivió, el joven Gorz crece en un ambiente antisemita que acabó provocando que su padre se convirtiera al catolicismo y cambiase en 1930 su apellido por Horst.
En 1939 fue enviado a una institución de Suiza para evitar ser movilizado por el ejército alemán. En estos años, su padre es expulsado de su propia casa. En 1945 obtiene un diploma de ingeniero químico en la universidad de Lausanne, participando en estos años en las reuniones de la asociación de estudiantes Belles-Lettres, dónde se interesó por la fenomenología y la obra de Sartre, con quien se encontraría un año más tarde, y que marcaría su formación intelectual.

### Primeros años
Trabajó como traductor de novelas estadounidenses para un traductor suizo, y publicó sus primeros artículos en un periódico de izquierda. En junio de 1949 se trasladó a París donde trabajó en el secretariado internacional de Citoyens du Monde - un movimiento que proponía un gobierno popular a nivel mundial y una fuerte implicación de los ciudadanos en la toma de decisiones. Después pasó a trabajar como agregado militar en la embajada de la India. Su entrada en Paris-Presse significó el comienzo de su carrera periodística. Escogió el seudónimo de "Michel Bosquet" y conoció a Jean-Jacques Servan-Schreiber quien en 1955 le contrató para escribir en L'Express.
Paralelamente, siguió en contacto con el pensamiento de Sartre, otorgando un lugar central en sus reflexiones a la alienación y la liberación del individuo. Ese enfoque tenía como hilo conductor la experiencia existencial y el análisis de los sistemas sociales desde el punto de vista del individuo. Sobre estos temas publicó sus primeros libros firmados André Gorz: Le traître (El Traidor), donde, con rasgos autobiográficos, explicaba las posibilidades de la autoproducción del individuo; La morale de l'histoire (Historia y enajenación), una teoría de la alienación; y Les fondements pour une morale (Fundamentos para una moral), que representa su visión de la reintegración del hombre en el marxismo a partir de la conciencia individual.
En el centro de sus pensamientos se encuentra pues la autonomía del individuo, alcanzando unas conclusiones profundamente emancipadoras del movimiento social. Según Görz, el desarrollo individual es la condicioń sine qua non de la transformacioń de la sociedad. Este idea de que liberación individual y colectiva se condicionan mutuamente, la comparte con Herbert Marcuse, amigo personal pero también gran figura de la Escuela de Fráncfort donde las diferentes generaciones de autores (Max Horkheimer, Theodor W. Adorno, Jürgen Habermas) constituyeron la otra influencia sobre su pensamiento. Así, critica la sumisión de la sociedad a los imperativos económicos. También critica el estructuralismo por su negación del sujeto y la subjetividad.
Su posicionamiento antiinstitucional, antiestructuralista y antiautoritario se reflejó asimismo en la línea de la revista Les Temps modernes desde su entrada en el comité de dirección en 1960.

### Fundación delNouvel Observateur
Por esos años había alcanzado ya tal prestigio que pasó a encargarse de la dirección política. La revista se hacía eco de italianos radicales como Garavani, el comunista neo-keynesiano Bruno Trentin o el sindicalista libertario Vittorio Foa. Se impuso como el jefe de fila intelectual de la tendencia italiana de la nueva izquierda francesa. Asimismo, ejerció una cierta influencia sobre los militantes de l'UNEF (Union nationale des étudiants de France) y de la CFDT (Confédération française démocratique du travail); entre ellos Jean Auger o Michel Rolant. En su libro  Stratégie ouvrière et néocapitalisme, 1964 (Estrategia obrera y neocapitalismo), se dirigía específicamente a los movimientos sindicales en una exposición de diferentes estrategias y de una severa crítica del modelo de crecimiento capitalista. 
Ese mismo año, abandonó el Express junto con Serge Lafaurie, Jacques-Laurent Bost, K.S. Karol y Jean Daniel para fundar Le Nouvel Observateur.

## Sociedad
Gorz consideraba la sobriedad como una necesidad para luchar contra la miseria. La energía siendo limitada, el sobreconsumo de algunos condena al resto a la miseria. Asegurando a cada persona el acceso a la energía que necesita, el principio de sobriedad energética impide los sobreconsumos injustos y contaminantes.

### La pobreza es esencialmente relativa
Según André Gorz, se es pobre en Vietnam cuando se anda descalzo, en China cuando no se tiene bici, en Francia cuando no se tiene coche, y en los EE. UU. cuando se tiene uno pequeño. Según esta definición, ser pobre siginificaría « no tener la capacidad de consumir tanta energía como consume el vecino»: cada uno es el pobre (o rico) de otro.

### La miseria es objetiva
Sin embargo, se está en la miseria cuando no se tienen los medios para satisfacer las necesidades elementales: comer, beber, curarse, tener un techo decente, vestirse. Así como no hay pobres cuando no hay ricos, tampoco puede haber ricos cuando no hay pobres: cuando todo el mundo es « rico» nadie lo es; de la misma forma cuando todo el mundo es « pobre». A diferencia de la miseria, que es la insuficiencia de recursos para vivir, la pobreza es esencialmente relativa.

### Reforma no reformista
Otras de las ideas centrales de André Gorz fue su defensa de la posibilidad de desarrollar reformas no reformistas en el sentido de que los movimientos sociales podrían canalizar ciertas reformas que no solo representaran una conquista inmediata, sino que la misma sirviese como medio para aglutinar fuerzas que posteriormente lograrían catalizar transformaciones revolucionarias. Debido a esto fue crítico tanto de las reformas graduales conciliadoras de los sectores socialdemócratas, así como de cierta militancia radical que planteaba incesantemente una revolución. Su visión de la reforma no reformista fue presentada inicialmente en su obra de 1964 Estrategia obrera y neocapitalismo.
Por otro lado, en respuesta a la preocupación de ciertos sectores de izquierda de que debido a las reformas el sistema capitalista se volviera más «tolerable» para las clases trabajadoras, Gorz argumentó que al esperar la toma de poder para transformar la sociedad, «se erige una barrera impenetrable entre las luchas presentes y la futura solución socialista». Sin embargo, Gorz puntualiza que «[una] reforma no necesariamente reformista no se concibe en términos de lo que es posible dentro del marco de un sistema y un gobierno dados, sino en función de lo que debería ser posible en términos de las necesidades y las demandas humanas». Asimismo, enfatiza que este tipo de reformas deben ser concebidas no como fines, sino como medios.
Por otra parte, Gorz admitió que en ciertos contextos los socialistas podían converger con ciertos sectores reformistas, pero siempre aclarando y demarcando sus objetivos finales. Asimismo, señala que las reivindicaciones deben ser una «crítica viva» de las relaciones sociales existentes, no solo por su contenido, «sino también por la forma en la que se intenta conquistarlas». De esta manera, según Gorz, esto ayudaría a las reformas a evitar «vaciarse de su significado revolucionario y ser reabsorbida por el capitalismo»

## Muerte
El 24 de septiembre de 2007 fueron encontrados los cuerpos sin vida de André y su esposa (que padecía de una enfermedad degenerativa desde hacía años) en su casa de Vosnon. En su último libro Carta a D. afirmaba: "Nos gustaría no sobrevivir a la muerte del otro. Nos hemos dicho a menudo que, si tuviésemos una segunda vida, nos gustaría vivirla juntos".
El 17 de septiembre de 2007, André Gorz escribió el último texto: La salida del capitalismo ya ha empezado.

## Obra publicada
En francés
- Le traître (Le Seuil, 1957 et Folio Essais, 2005. Préface de Jean-Paul Sartre)
- La morale de l'histoire (Seuil, 1959)
- Stratégie ouvrière et néocapitalisme (Seuil, 1964)
- Le socialisme difficile (Seuil, 1967)
- Réforme et révolution (Seuil, 1969)
- Critique de la division du travail (Seuil, 1973. Coletivo)
- Critique du capitalisme quotidien (Galilée, 1973)
- Écologie et politique (Galilée, 1975)
- Fondements pour une morale (Galilée, 1977)
- Écologie et liberté (Galilée, 1977)
- Adieux au prolétariat (Galilée, 1980, ed. aumentada, Le Seuil, 1981)
- Les Chemins du Paradis (Galilée, 1983)
- Métamorphoses du travail (Galilée, 1988 et Folio Essais, 2004)
- Capitalisme Socialisme Écologie (Galilée, 1991)
- Misères du présent, richesse du possible (Galilée, 1997)
- L’immatériel (Galilée, 2003)
- Lettre à D. Histoire d'un amour (Galilée, 2006)
- Le fil rouge de l'écologie. Entretiens inédits en français, editado por Willy Gianinazzi (Ed. de l'EHESS, 2015)
- Leur écologie et la nôtre. Anthologie d'écologie politique, editado por Françoise Gollain y Willy Gianinazzi (Seuil, 2020)

En castellano
- El hilo conductor de la ecología (Icaria, 2019). Prólogo: Juan Martínez-Allier; introducción: Willy Gianinazzi, Sobre el tiempo, la vida y el trabajo  (= Le fil rouge de l'écologie)
- Ecológica (Clave intelectual, 2012)
- Manifiesto Utopía (Icaria, 2010), Prólogo
- Crítica de la razón productivista (La Catarata, 2008)
- Carta a D.: Historia de un amor (Paidos, 2008)
- Miserias del presente, riqueza de lo posible (Paidos, 1998)
- Capitalismo, Socialismo, Ecología (Ediciones HOAC, 1995)
- Metamorfósis del trabajo: Búsqueda del sentido: Crítica de la razón económica (Sistema, 1995)
- Los caminos del paraíso: Para comprender la crisis y salir de ella por la izquierda (Laia/Divergencias, 1986)
- Adiós al proletariado: Más allá del socialismo (Ediciones 2001, colección “El Viejo Topo”, 1981)
- Ecología y política (Ediciones 2001, colección “El Viejo Topo”, 1980): reúne artículos de entre 1973 y 1977 publicados en Le Nouvel Observateur, Le Sauvage y Lumière et Vie
- Mercado común y planificación (dentro de ‘La integración europea y el progreso social’, Editorial Nova Terra, 1967)
- Estrategia obrera y neocapitalismo (Ediciones Era, 1969) [= Réforme et révolution]
- División del trabajo: el proceso laboral y la lucha de clases en el capitalismo moderno
- Historia y enajenación (Fondo de Cultura Económica, 1964) (= La morale de l'histoire)

### Artículos en línea
- La ideología social del automóvil publicado en Le Sauvage, 1973.
- La salida del capitalismo ya ha empezado Ecorev, 17/09/2007.

## Filmografía
- Charline Guillaume, Victor Tortora, Julien Tortora y Pierre-Jean Perrin, Carta a G., Repensando nuestra sociedad con André Gorz, autoproducción.[11][12]

## Enlaces relacionados
- Altermundialismo
- Decrecimiento
- Ecología política
- Le Nouvel Observateur
- Reducción de la jornada de trabajo